# Attack the Gas Station!
Série
Attack the Gas Station 2
(2010)
Pour plus de détails, voir Fiche technique et Distribution.
Attack the Gas Station! (주유소 습격 사건, Juyuso seubgyuksageun) est un film sud-coréen réalisé par Kim Sang-jin, sorti en 1999. Il est suivi par Attack the Gas Station 2 en 2010.

## Synopsis
Quatre jeunes sont assis autour d'une table et mangent. À la recherche de quelque chose à faire, l'un d'entre eux dit : « Et si on attaquait encore cette station service ? ». Et les voilà partis vers la station la plus proche, qu'ils ont déjà volée quelques semaines plus tôt. Mais ils trouvent la caisse presque vide. Pendant qu'ils tiennent à l'écart les employés, un client arrive. Après qu'il les a payés, eux décident de prendre toute la station service en otage et utilisent l'essence à leur propre profit. 

## Fiche technique
- Titre : Attack the Gas Station!
- Titre original : 주유소 습격 사건 (Juyuso seubgyuksageun)
- Réalisation : Kim Sang-jin
- Scénario : Park Jung-woo
- Production : Lee Kwan-soo et Kim Mi-hee
- Musique : Son Mu-hyeon
- Photographie : Choi Jeong-woo
- Montage : Ko Im-pyo
- Pays d'origine : Corée du Sud
- Langue : coréen
- Format : Couleurs - 1,85:1 - Dolby Digital - 35 mm
- Genre : Comédie
- Durée : 113 minutes
- Date de sortie : 2 octobre 1999 (Corée du Sud)

## Distribution
- Lee Seong-jae : No Mark
- Yu Oh-sung : Mu Dae-po (Bulldozer)
- Yoo Ji-tae : Paint
- Lee Yo-won : Ggal-chi
- Kang Seong-jin : Ddan Dda-ra
- Park Yeong-gyu : Le propriétaire de la station
- Jeong Jun : Geon-bbang

## Autour du film
- De nombreux clin d'œil au film ont lieu dans plusieurs films coréen. On retrouve entre autres ces clins d'œil dans Fun Movie, Ghost house ou encore Afrika.

## Récompenses
- Prix du meilleur acteur débutant (Lee Seong-jae), lors des Blue Dragon Film Awards 1999.